# Рот, Мехтгильд
Мехтгильд Рот (нем. Mechthild Roth), р. 7 мая 1956, в Равенсбурге — немецкий биолог, профессор Дрезденского технического университета.

## Краткое жизнеописание и деятельность
С 1975 до 1980. изучала биологию и химию в Ульмском университете.
Получила степень доктора зоологии в 1984 г., а в 1987 г. защитила докторскую диссертацию на тему «Ценоз жесткокрылых в сосновых лесах: Экологические и элементарно-аналитические исследования» и квалифицировалась доктором зоологии также в университете Ульмы. С тех пор принимала участие в работе различных европейских проектов в тематике структуры и функций беспозвоночных в части исследования трофических цепей лесных экосистем. С 1988 г. работала научным ассистентом на кафедре экологии и зооморфологии Ульмского университета и в 1991 квалифицировалась доктором зоологии на факультете естественных наук.
В 1993 году получила приглашение на работу в Дрезденском технического университета и с апреля 1994 г. работает там профессором лесной зоологии.
В 1995 году приняла участие в организации украинско-немецкого проекта Украинско-немецкого проекта «Днестр» и была руководителем одного из его частных проектов. Через четыре года стала бессменным руководителем и идеологом проекта. Под ее руководством после окончания исследований в 2006 г. украинские и немецкие ученые составили отчеты о проделанной работе, на основании которых под редактированием Мехтгильд Рот была опубликована книга..

## Некоторые работы
- Roth, M.: Elementanalytische Untersuchungen an der bestandestypischen In-vertebratenzönose eines Fichtenforstes. — Mitt. Dtsch. Ges. Allg. Angew. Ent. 8: 353—363. 1993.
- Roth, M. : Effects of Short Chain Holocarbons on Invertebrates of Terrestrial and Aquatic Ecosystems. — Organohalogen Compd. 14: 285—295. 1993.
- Jäkel, A. & Roth, M.: Short-term effects of selected insecticides on non-target soil invertebrates of a forest ecosystem. — In: V. Pizl & K. Tajovsky (eds.): Soil Zoological Problems in Central Europe. Proc. 4th European Congress on Soil Zoology, Ceske Budejovice 23.-24 April 1997: 65-69. 1998.
- Junker, E.A.; Roth, M.: Auswirkungen waldbaulicher Eingriffe in die Überschirmung auf ausgewählte Gruppen epigäischer Regulatoren im Bergmischwald (Arachnida: Araneae; Coleoptera: Carabidae). Mitt. Dtsch. Ges. Allg. Angew. Ent. 12: 61-66. 2000.
- Reike, H.P.; Roth, M.: Markierungsdesign und Ergebnisse von Capture-recapture-Experimenten zur Raumnutzung von Carabus-Arten (Col.: Carabidae). Ökologische Beiträge (Jena) 4 (2): 183—188. 2000.
- Horban, I.; Kampwerth, U.; Korte, E.; Lesnik, V.; Niemeier, S.; Roth, M.; Plachter, H.: Der Dnister: Ökologische Charakterisierung eines Flußsystems in der Westukraine. ATV-DVWK-Schriftenreihe 21 Gewässer — Landschaften Aquatic Landscapes: 101—117. 2000.
- Roth, M., G. Förster, E.A. Junker, C. Quaisser, U.M. Ratschker, G.M. Schmitt & T. Schreiter: Die Wirbellosenfauna des Bodens: epigäische und temporär endogäische Arten. — In: FLADE et al. (Hrsg.): Naturschutz in der Agrarlandschaft: Ergebnisse des Schorfheide-Chorin-Projektes. — Quelle & Meyer Verlag, Wiebelsheim: 58-60. 2003